# Finn E. Kydland
Finn E. Kydland, född 1 december 1943 i Ålgård i Gjesdals kommun, Rogaland fylke, är en norsk nationalekonom och professor vid University of California at Santa Barbara.
Han mottog Sveriges Riksbanks pris i ekonomisk vetenskap till Alfred Nobels minne 2004, tillsammans med Edward C. Prescott, för "deras bidrag till dynamisk makroekonomisk teori: den ekonomiska politikens tidskonsistens och konjunkturens drivkrafter".